# Baron Aveland

Ursprüngliches Familienwappen der Heathcote Baronets, of London, und Barons Aveland

Baron Aveland war ein erblicher britischer Adelstitel in der Peerage of the United Kingdom.

## Verleihung und Geschichte des Titels
Der Titel wurde am 26. Februar 1856 für den Unterhausabgeordneten Sir Gilbert John Heathcote, 5. Baronet, geschaffen. Er hatte bereits 1851 den Titel Baronet, of the City of London, geerbt, der am 17. Januar 1733 in der Baronetage of Great Britain seinem Ururgroßvater, Gilbert Heathcote, verliehen worden war, der einer der Gründer der Bank of England und 1711 Lord Mayor of London gewesen war. 
Sein Sohn, der spätere 2. Baron, erbte 1888 von seiner Mutter auch den zur Peerage of England gehörenden Titel als 25. Baron Willoughby de Eresby und wurde am 22. August 1892 in der Peerage of the United Kingdom zum Earl of Ancaster erhoben.
Die Earlswürde, die Baronie Aveland und die Baronetcy erloschen, als der 3. Earl am 29. März 1983 ohne männlichen Titelerben starb. Die Baronie Willoughby de Eresby ist als Barony by writ auch in weiblicher Linie erblich und ging auf seine einzige Tochter Jane Heathcote-Drummond-Willoughby als 28. Baroness über.

## Liste der Titelinhaber

### Heathcote Baronets, of London (1733)
- Sir Gilbert Heathcote, 1. Baronet (1652–1733)
- Sir John Heathcote, 2. Baronet (1689–1759)
- Sir Gilbert Heathcote, 3. Baronet († 1785)
- Sir Gilbert Heathcote, 4. Baronet (1773–1851)
- Sir Gilbert John Heathcote, 5. Baronet (1795–1867) (1856 zum Baron Aveland erhoben)

### Barons Aveland (1856)
- Gilbert Heathcote, 1. Baron Aveland (1795–1867)
- Gilbert Heathcote-Drummond-Willoughby, 1. Earl of Ancaster, 2. Baron Aveland (1830–1910)
- Gilbert Heathcote-Drummond-Willoughby, 2. Earl of Ancaster, 3. Baron Aveland (1867–1951)
- Gilbert Heathcote-Drummond-Willoughby, 3. Earl of Ancaster, 4. Baron Aveland (1907–1983)